# Domagoj Grahovac
Domagoj Grahovac, hrvatski reprezentativni rukometaš
Igrač RK Dubrave.
S mladom reprezentacijom 2013. osvojio je srebro na svjetskom prvenstvu.